# Qin Yiyuan
Qin Yiyuan (秦艺源S, Qín YìyuánP; 14 febbraio 1973) è un'ex giocatrice di badminton cinese.

## Palmarès
Olimpiadi
- 2 medaglie:
  - 2 bronzi (Atlanta 1996 nel doppio; Sydney 2000 nel doppio)